# 造出
造出（つくりだし）とは、古墳に直接取り付く、半円形もしくは方形の壇状の施設である。「造出し」、「造り出し」とも表記される。中後期の大型前方後円墳をはじめ、ごく一部の古墳のみに確認されている。

## 概要

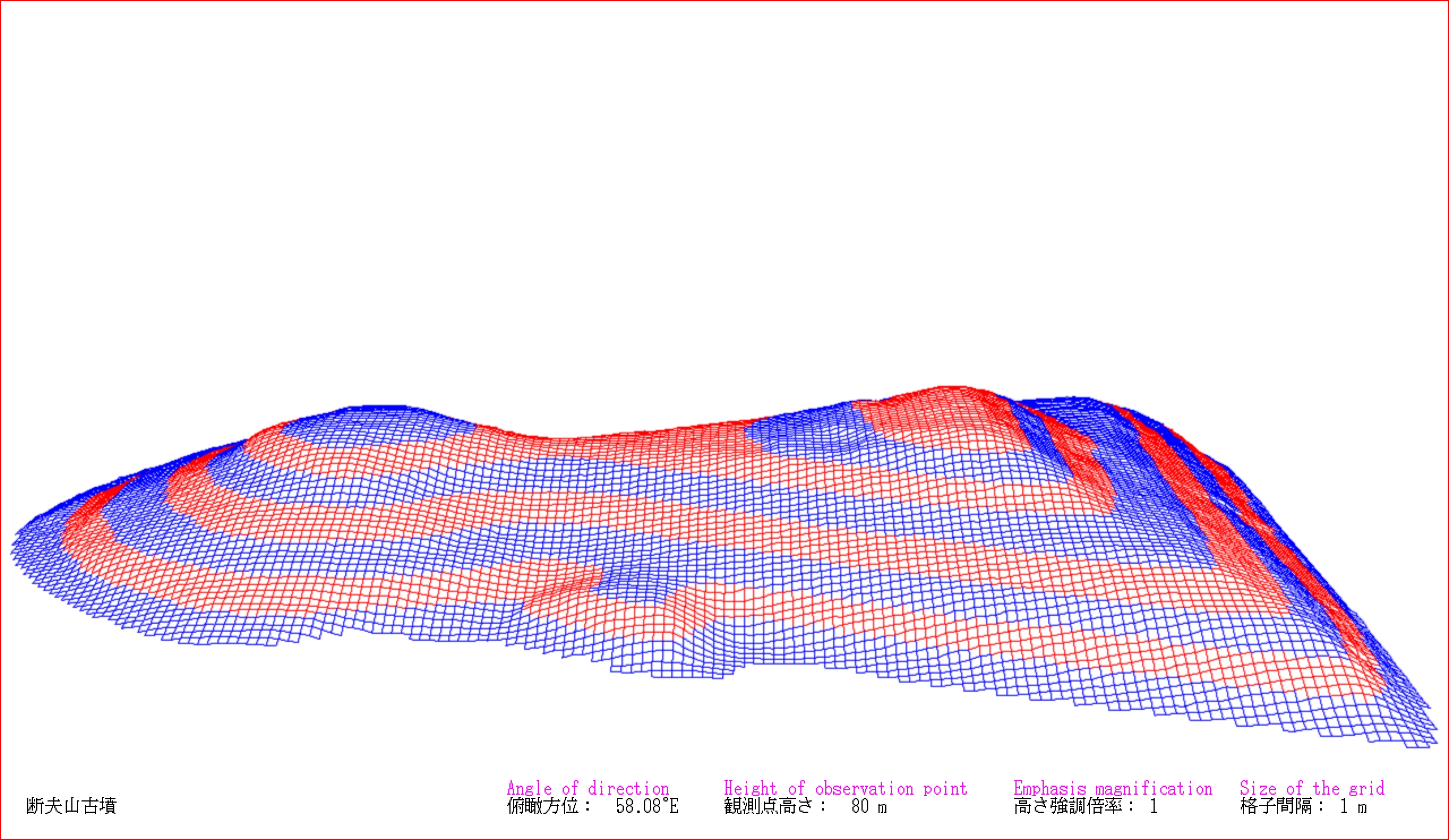
斜め方向から見た名古屋市断夫山古墳とその造出し（画像中央）

造出は前方後円墳、前方後方墳、円墳、方墳のどの墳形でも確認されているが、前方後円墳の例がほとんどである。特に大型の古墳にみられるが、宝来山古墳のように大王級でも造出のない古墳もあれば、新庄二塚古墳のように全長60メートル台でも造出のある古墳もあり、付設の有無の基準はよくわかっていない。
造出の性格は古くから論じられ、宮車の車輪模倣説（蒲生君平）、壺の耳環模倣説（島田貞彦）、殉死者のための埋葬場説（西川宏）などが出されたが、現在では何らかの祭祀の場とする説が広く支持されている。そして、墳丘上で行われていた祭祀が、ある時期から造出で行われるようになったとみられている。

## 成立過程

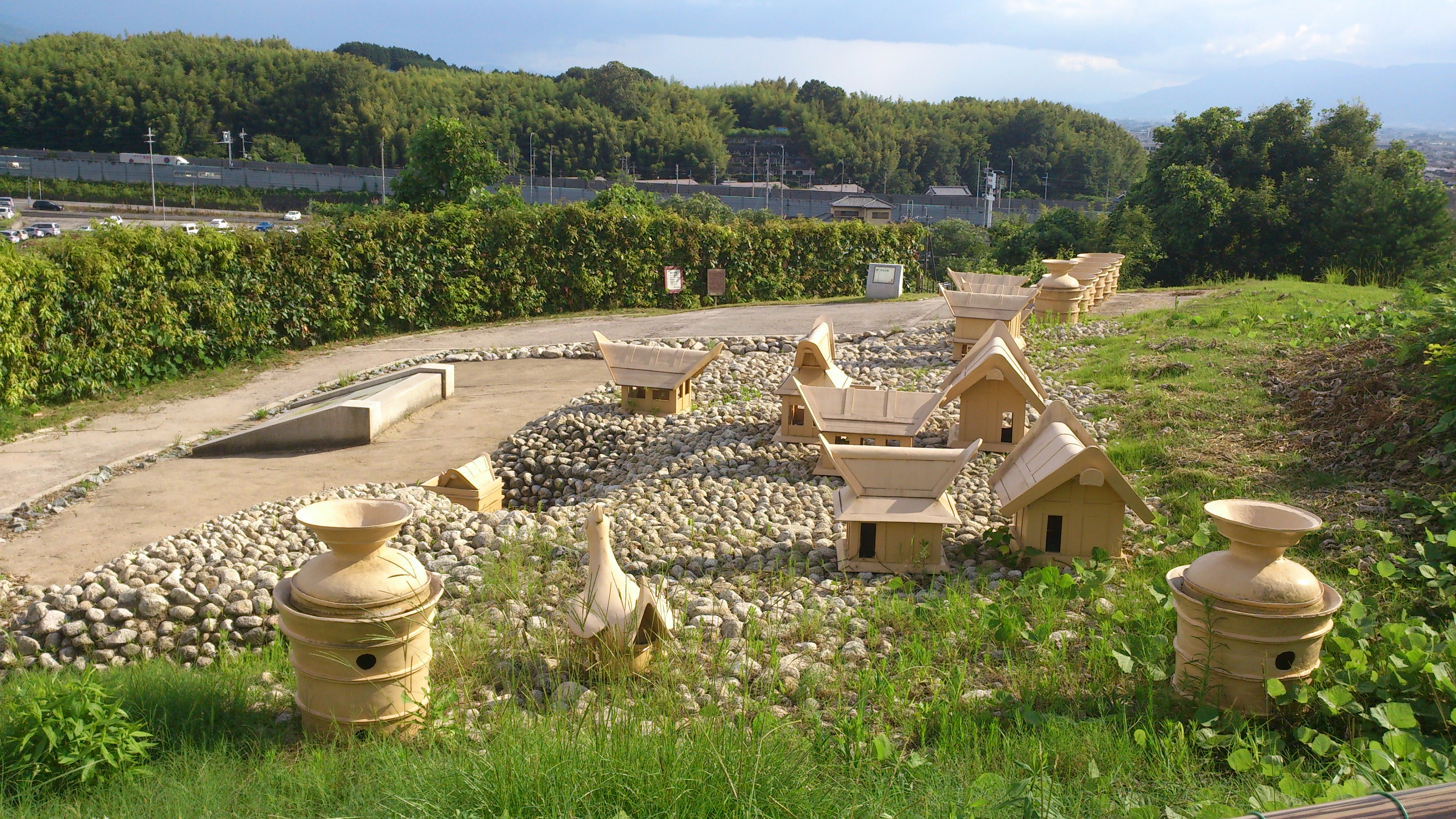
赤土山古墳の造出し

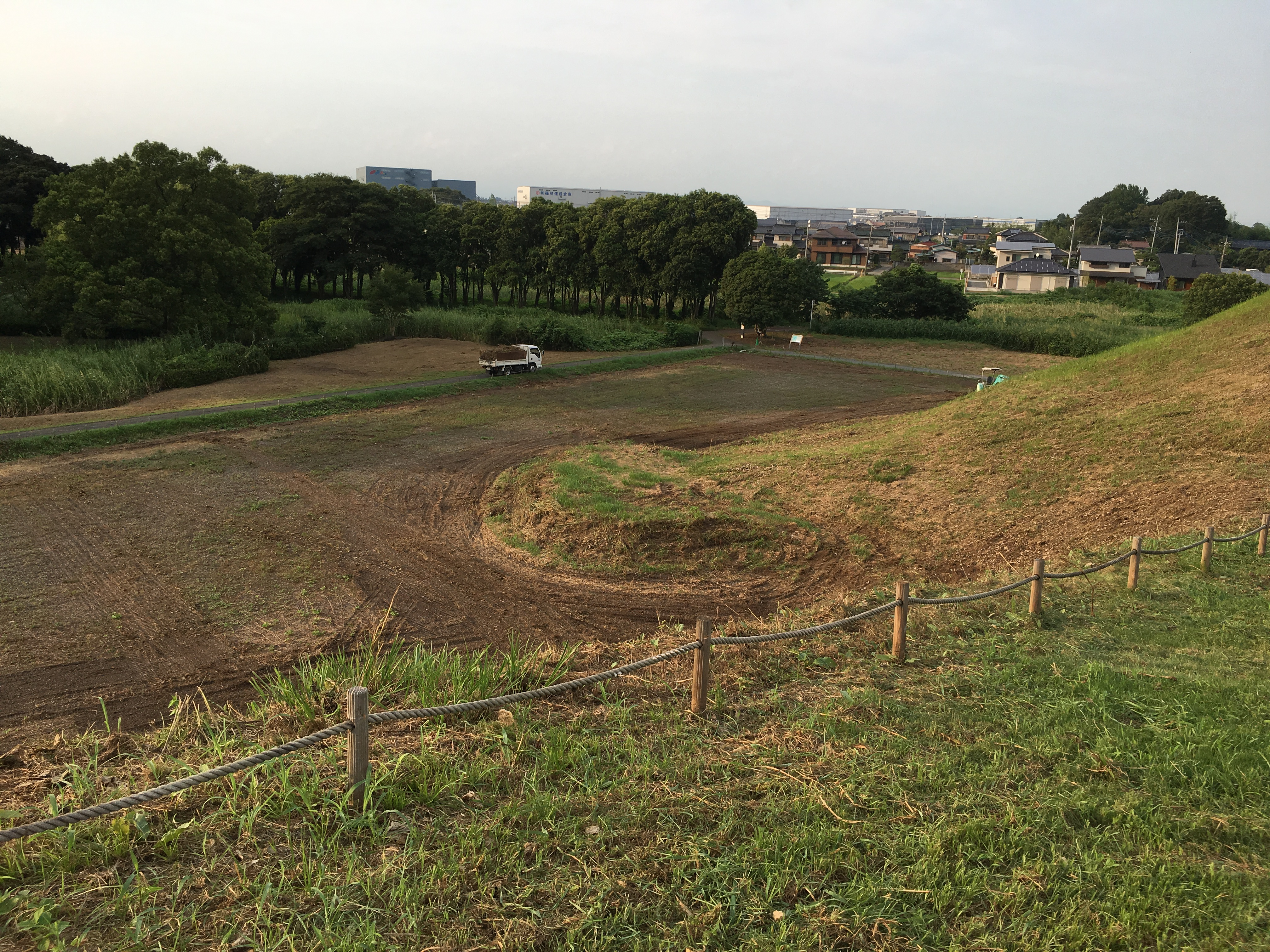
稲荷山古墳の造出し

大和地域では10期区分の1期～3期の古墳から、墳丘裾周りに方形区画（プレ造出）を設け、後の造出につながるような祭祀を行っていた例がいくつか知られている。奈良県天理市の中山大塚古墳・燈籠山古墳・赤土山古墳では後円部背後に壇状施設が確認され、東殿塚古墳では前方部左（後円部を上にしたときの左）の突出部で祭祀用と思われる土器群が確認されている。また行燈山古墳・渋谷向山古墳では後円部右側くびれ部付近に壇状の地形が実測図から確認でき、四世紀半ばごろまでのプレ造出は設置位置が一定していない。
佐紀盾列古墳群の大王級古墳では、佐紀陵山古墳の前方部両側面に方形の張り出しが認められ、造出定式化の前段階の施設ととらえられている。続く佐紀石塚山古墳・五社神古墳では前方部左側面のくびれ部により近い位置で造出状の地形が確認されており、定式化がさらに進んだ状況を示している。
そして古市古墳群の津堂城山古墳をもって、くびれ部付近に造出を付設する一般的な平面形が確立したとみなされている。

## 目的と機能
造出は納棺後の祭祀（追善供養）を行うための場であったと考えられている。
箸墓古墳では後円部から時期の違う二種類の特殊器台が採取されていることから、納棺後ある程度時間がたってから再び祭祀が行われたらしい。その後、たとえ供養のためでも墳丘に登ることをタブー視する考えが広がった結果、追善祭祀の場は墳丘からプレ造出に移行した。そして王墓が王宮のある大和からより遠くの場所に造営されるに従い参加困難になった大王本人に代わって勅使が追善祭祀を執り行うようになり、それに合わせる形で造出の整備・定式化が行われたと考えられている。
納棺儀礼終了後、一定期間の後に追善祭祀が造出で行われ、その期間が終了すると今度は形象埴輪を配置して祭祀の様子を再現し、造出を含めた墳丘への立ち入りはなくなった。最終的にはそれが形骸化し、埴輪による祭祀の再現のみが行われるようになったと考えられている。
また全国で4600基あるとされる前方後円墳のうち、造出のあるものは100基程度（その約半分は奈良・大阪の大型古墳）しか確認されておらず、その数・有無は被葬者の地位を反映しているとされている。

## 造出に類似する施設

### 島状遺構
周濠内に独立する方形または円形の遺構。墳丘と接しない点で造出とは異なるが、造出と同じく埴輪群や土器群が出土している。津堂城山古墳、五色塚古墳、保渡田八幡塚古墳、井出二子山古墳、正法寺古墳で確認されている。

### 出島状遺構
方形の島状遺構に墳丘と接続する陸橋が付いた遺構で、広義では造出に含まれる。三重県城之越遺跡や奈良県南里大東遺跡で確認された導水施設の構造に類似し、また水鳥形埴輪や船形埴輪、井戸形土製品などの水に関係する遺物が多く確認されていることから、水の祭祀が行われていたと考えられている。宝塚古墳1号墳、巣山古墳、湊茶臼山古墳で確認されている。

### 周堤の突出部
周堤もしくは中堤に接続する造出状の施設で、「中堤造出」、「張出」、「別区」、「埴輪祭祀場」などの名称が使われている。造出と同じ機能を持つ施設と思われるが、それより大規模なものが多い。埼玉県と福岡県を中心に10基程度確認されている。